# Xivaisme
El xivaisme o xaivisme (sànscrit: शैव धर्म, śaiva dharma) és un dels corrents espirituals més importants de l'hinduisme, en què els seus practicants (xivaïtes) consideren Xiva com a divinitat suprema.
Inspirat en el vixnuisme, el xaivisme se'n va separar i es va dividir en nombroses escoles, com la del Caixmir (Trika o Pratyabhijnā), la de Karnataka i Andhra Pradesh (Vīraśivaisme), la Śaiva Siddhānta dels tàmils i la Śilvādvaita de Sri Kantha. La seva tradició fou recollida en els āgama i en altres tractats i comentaris (upāgama).
Aquest culte també es va estendre a Sri Lanka i pel sud-est asiàtic, on és, o ha estat, present a Cambodja, Indonèsia, Malàisia i Singapur.
Un dels textos clau de l'escola Trika del Caixmir és el Vijñāna Bhairava Tantra, en què es descriu un diàleg entre el deu Xiva i la seva consort Devi o Xacti. Exposa breument 112 mètodes de meditació o tècniques de concentració (Dhāraṇās).

## Orígens i història

El desenvolupament de diverses escoles de xivaisme des del primer culte de Rudra.

Els orígens del xivaisme no estan clars i són un tema de debat entre els estudiosos, ja que és una amalgama de cultes i tradicions pre-vèdiques i cultura vèdica.

### Civilització de la Vall de l'Indus

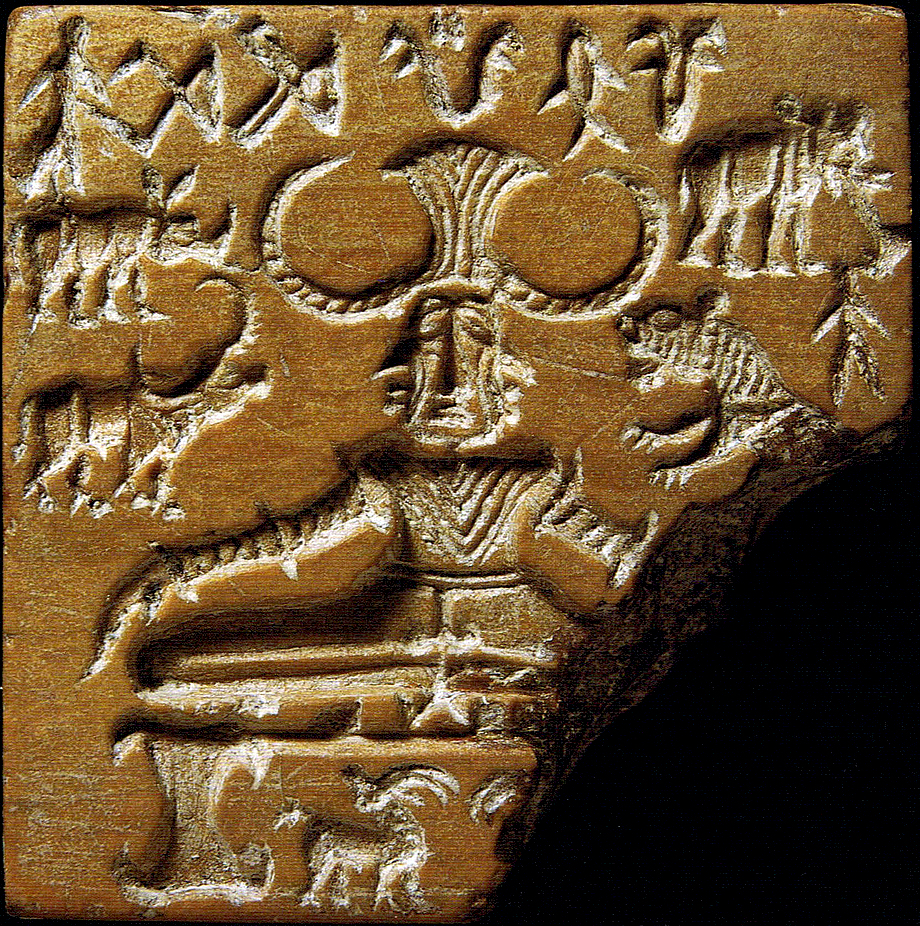
El segell "Pashupati" de la civilització de la vall de l'Indus.

Alguns remunten els orígens a la civilització de la vall de l'Indus, que va assolir el seu màxim al voltant del 2500–2000 aC. Els descobriments arqueològics mostren segells que suggereixen una deïtat que sembla una mica Xiva. D'aquests és el segell Pashupati, que els primers estudiosos van interpretar com algú assegut en una postura de ioga meditant envoltat d'animals i amb banyes. Aquest segell "Pashupati" (Senyor dels animals, Sànscrit (IAST)) s'ha interpretat per aquests estudiosos com un prototip de Xiva. Gavin Flood caracteritza aquestes opinions com a «especulatives», dient que en el segell no queda clar si la figura té tres cares, o està asseguda en una postura de ioga, o fins i tot si la forma pretén representar una figura humana.
Altres estudiosos afirmen que l'escriptura de la vall de l'Indus segueix sense desxifrar-se i la interpretació del segell Pashupati és incerta. Segons Srinivasan, la proposta que sigui proto-Xiva pot ser un cas de projectar «pràctiques posteriors a les troballes arqueològiques». De forma similar, Asko Parpola afirma que altres troballes arqueològiques com els primers segells elamites datats entre el 3000 i el 2750 aC mostren xifres similars i aquestes s'han interpretat com a "toro assegut" i no com a iogui, i la interpretació del toro és probablement més precisa.

### Elements vèdics
El Rigveda (~1500–1200 aC) té la menció clara més antiga de Rudra als seus himnes 2.33, 1.43 i 1.114. El text també inclou un Satarudriya, un himne influent amb centenars d'epítets incrustats per a Rudra, que es cita en molts textos de l'època medieval i també es recita als principals temples de Xiva dels hindús de l'època contemporània. Tanmateix, la literatura vèdica només presenta teologia bíblica, però no dona fe de l'existència del xivaisme.
El Śvetāśvatara-upaniṣad, probablement compost abans del Bhagavad Gita cap al segle iv aC conté els fonaments teistes del xivaisme embolcallats en una estructura monista. Conté els termes i idees clau del xivaisme, com ara Xiva, Rudra, Maheswara, Guru, Bhakti, Ioga, Atman, Brahman i autoconeixement.

### Emergència del xivaisme

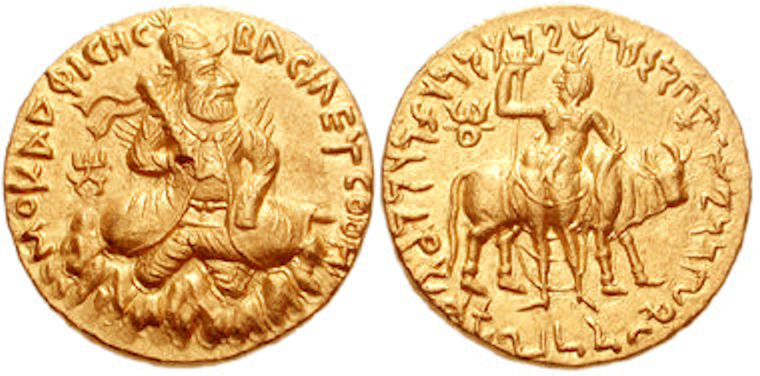
Moneda kuixan de Vima Kadphises (dC), amb un possible Xiva, sostenint un trident al costat d'un toro, la seva montura, com en el xivaisme. La deïtat va ser descrita pels posteriors kuixans en la seva moneda com "Oexo", una possible deïtat zoroastriana.

Segons Gavin Flood, «la formació de les tradicions Śaiva tal com les entenem comença a produir-se durant el període del 200 aC al 100 dC». Xiva originàriament probablement no era un déu brahmànic, però finalment es va incorporar al redol brahmànic. El Xiva pre-Vèdic va adquirir un protagonisme creixent a mesura que el seu culte va assimilar nombroses "religions més rudes" i les seves mitologies, i els Epics i Puranas conserven mites i llegendes pre-vèdiques d'aquestes tradicions assimilades pel culte a Xiva. La prominència creixent de Shiva es va facilitar per la identificació amb una sèrie de divinitats vèdiques, com ara Puruixa, Rudra, Agni, Indra, Prajāpati, Vāyu, entre d'altres. Els seguidors de Shiva van ser acceptats gradualment al redil brahmànic, i se'ls va permetre recitar alguns dels himnes vèdics.
El (IAST) de Patanjali, datat al segle ii aC, esmenta el terme Xiva-bhagavata a la secció 5.2.76. del Patanjali, mentre explica les regles gramaticals de Panini, afirma que aquest terme es refereix a un devot vestit amb pells d'animals i que porta una ayah sulikah (llança de ferro, llança trident) com una icona que representa el seu déu. El Shvetashvatara Upanishad (final 1r mil·lenni aC) esmenta termes com Rudra, Xiva i Maheshwaram, però la seva interpretació com a text teista o monista del xaivisme és discutida. Als primers segles de l'era comuna hi ha la primera evidència clara del Xivaisme Pashupata.
El Mahabharata esmenta els ascetes de Shaiva, com en els capítols 4.13 i 13.140. Altres proves que possiblement estan relacionades amb la importància del xaivisme en l'antiguitat són en epigrafia i numismàtica, com ara en forma de relleus prominents semblants a Shiva a les monedes d'or de l'imperi kuixan. Tanmateix, això és controvertit, ja que una hipòtesi alternativa per a aquests relleus es basa en l'Oesho zoroastrià. Segons Flood, les monedes datades dels antics reis grecs, saces i parts que van governar parts del subcontinent indi després de l'arribada d'Alexandre el Gran també mostren la iconografia de Xiva, però aquesta evidència és feble i està subjecta a inferències contradictòries.
Les inscripcions trobades a la regió de l'Himàlaia, com les de la vall de Katmandú del Nepal suggereixen que el xivaisme (especialment el monisme pashupata) es va establir en aquesta regió durant els regnats dels Màuria i Guptes del subcontinent indi, al segle v. Aquestes inscripcions han estat datades per tècniques modernes entre el 466 i el 645 dC.

### Shivaisme purànic
Durant l'Imperi Gupta (c. 320–500 d.C.) el gènere de la literatura purana es va desenvolupar a l'Índia, i molts d'aquests puranas contenen capítols extensos sobre el xivaisme, juntament amb el vixnuisme, el xaktisme, el smarta dels bramans i altres temes, que suggereixen la importància del xivaisme per llavors.

### Desenvolupament post-Gupta

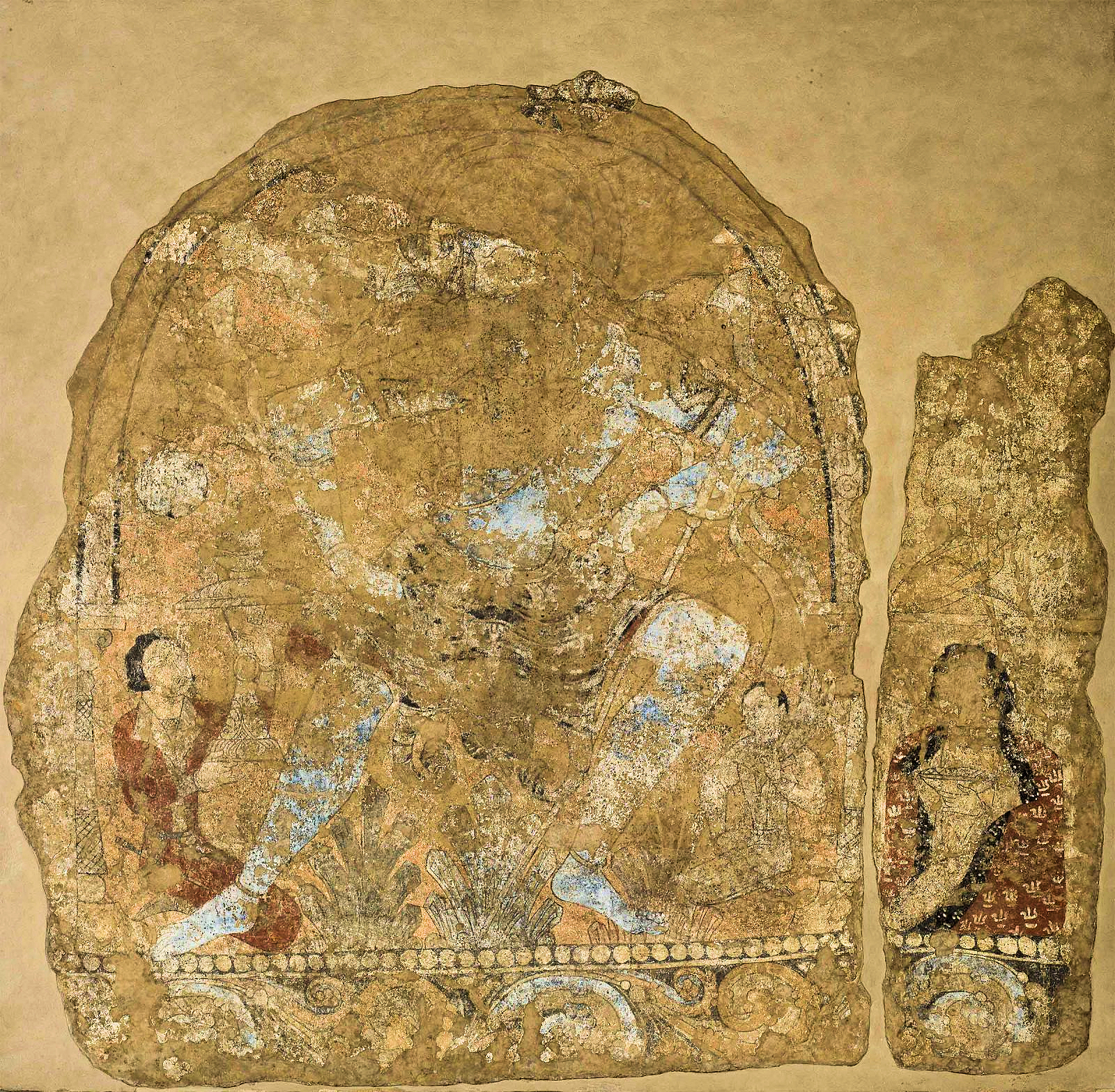
Xiva amb Trisula, adorat a Àsia central. Penjikent, Uzbekistan, segles - d.C. Museu de l'Ermitage.

La majoria dels reis Gupta, començant per Chandragupta II (Vikramaditya) (375–413 dC) eren coneguts com a Parama Bhagavatas o Bhagavata Vaixnavas i van ser fervents promotors del Vaixnavisme. Però després de les invasions hunes, especialment les dels Alkhon Huns cap al 500 d.C., l'Imperi Gupta va decaure i es va fragmentar, i finalment es va col·lapsar completament, amb l'efecte de desacreditar el Vaixnavisme, la religió que havia estat promovent amb tant fervor ja que els aulikares, els maukharis, els maitrakes, els kalachuris o els vardhanas van preferir adoptar el xivaisme, donant un fort impuls al desenvolupament del culte de Xiva. El vaixnavisme es va mantenir fort principalment als territoris que no havien estat afectats per aquests esdeveniments: el sud de l'Índia i el Caixmir.
A principis del segle vii, el pelegrí budista xinès Xuanzang (Huen Tsang) va visitar l'Índia i va escriure unes memòries en xinès en què esmenta la prevalença dels temples de Xiva a tot el subcontinent indi del nord, inclòs el Hindu Kush i el Nuristan. Entre els segles v i xi d.C., els principals temples de Xiva s'havien construït a les regions central, meridional i oriental del subcontinent.

### Sud-est asiàtic
El xivaisme va arribar de manera important al sud-est asiàtic des del sud de l'Índia, i en molt menor mesura a la Xina i el Tibet des de la regió de l'Himàlaia. Es va desenvolupar conjuntament amb el budisme en aquesta regió, en molts casos. Per exemple, a les coves dels Mil Budes, algunes coves inclouen idees del xivaisme. L'evidència epigràfica i de les arts rupestres suggereix que el budisme Shaiva Mahesvara i Mahayana havien arribat a la regió d'Indoxina durant el període Funan, és a dir, a la primera meitat del I mil·lenni d.C. A Indonèsia, els temples en jaciments arqueològics i nombroses evidències d'inscripcions datades al primer període (400 a 700 dC), suggereixen que Xiva era el déu principal. Aquesta coexistència del xivaisme i el budisme a Java va continuar fins al 1500 dC quan tant l'hinduisme com el budisme van ser substituïts per l'islam, i persisteix avui a la província de Bali.
Les tradicions shivaistes i budistes es van solapar significativament al sud-est asiàtic, especialment a Indonèsia, Cambodja i Vietnam entre els segles v i xv. El xivaisme i Xiva van ocupar la posició primordial a l'antiga Java, Sumatra, Bali i les illes veïnes, tot i que la subtradició que es va desenvolupar va integrar de manera creativa creences més antigues que preexistien. En els segles següents, els comerciants i monjos que van arribar al sud-est asiàtic van portar el xivaisme, el vaixavisme i el budisme, i aquests es van convertir en una forma de tradicions sincrètiques que es recolzaven mútuament.